# Tángel
Tángel es una pedanía y partida rural del municipio español de Alicante colindante con el término municipal de Muchamiel. Según el padrón municipal, cuenta en el año 2021 con una población de 49 habitantes (25 mujeres y 24 hombres).
El pequeño núcleo de población se compone de una veintena de casas y la iglesia dedicada a la Virgen de las Virtudes, todas ellas situadas a los dos lados de la antigua carretera que unía Alicante con San Juan, en la llamada calle Única. Entre las casas de la pedanía destacan la Casa Gran, una casa señorial ya documentada en el año 1876 y el Casino de Tángel, casa edificada en 1916.
Las fiestas de la pedanía son en honor de la patrona, la Virgen de las Virtudes, y se celebran el 4 de junio.